# Levant
Levant je geografska, zgodovinska in kulturna regija, ki v širšem smislu označuje prostor vzhodnega Sredozemlja oz. sredozemska obalna območja  vzhodno od Italije. K Levantu tako v širšem pomenu prištevamo Grčijo, sredozemsko obalo Turčije, Ciper, Libanon, Palestino, Izrael, Jordanijo, Sirijo in Egipt. Natančnejša prostorska opredelitev regije se je skozi čas spreminjala. K Levantu v ožjem smislu zdaj prištevamo turško regijo Hatay, Sirijo, Ciper, Libanon, Palestino, Izrael in Jordanijo, tj. ozemlja bivših križarskih držav na Bližnjem vzhodu v srednjem veku.